# Centre (district de Florianópolis)
Pour les articles homonymes, voir Centre.
Le district central de Florianópolis englobe la partie de l'île de Santa Catarina la plus proche du détroit qui la sépare du continent ainsi que la région continentale de la municipalité.
Le district couvre 75 km2 qui se répartissent entre l'île (63 km2 et le continent (12 km2). Il est divisé en 4 sous-districts: Centro, Trindade, Saco dos Limões et Estreito (ce dernier se situant sur le continent).
C'est la zone la plus peuplée de la municipalité et celle qui concentre la plupart des monuments. Francisco Dias Velho fonda dans cette région ce qui deviendra plus tard la localité de Nossa Senhora do Desterro, qui donnera naissance à l'actuelle Florianópolis.
Le centre ancien concentre maisons coloniales et palais des XVIIIe siècle et XIXe siècle. Les rives de la baie Nord, partie la plus moderne de la région regroupe de nombreux gratte-ciels, situé principalement le long de l'avenue Beira-Mar Norte, symboles de la modernité et de la richesse de la capitale d'État du Brésil avec le plus haut IDH.